# Josivaldo José Bezerra
Josivaldo José Bezerra (* 26. Februar 1967 in Gravatá, Pernambuco) ist ein brasilianischer römisch-katholischer Geistlicher und Weihbischof in Olinda e Recife.

## Leben
Josivaldo José Bezerra studierte von 1992 bis 1993 Philosophie und von 1994 bis 1997 Katholische Theologie am Philosophisch-Theologischen Institut des Erzbistums Olinda e Recife. Am 20. März 1998 empfing er in der Pfarrkirche Santa Ana in Gravatá das Sakrament der Priesterweihe für das Erzbistum Olinda e Recife.
Nach der Priesterweihe war Bezerra zunächst als Pfarradministrator der Pfarrei Santo Antônio in Cabo de Santo Agostinho tätig, bevor er 2010 deren Pfarrer wurde. Von 2016 bis 2021 war er Pfarrer der Pfarrei Nossa Senhora da Apresentação in Escada. Zudem fungierte er von 2011 bis 2021 als Bischofsvikar für die Region Cabo de Santo Agostinho und von 2022 bis 2023 für die Region Santo Antão. Ab 2022 war Bezerra Pfarrer der Pfarrei Santo Antão in Vitória de Santo Antão und ab 2023 zusätzlich Generalvikar des Erzbistums Olinda e Recife. Darüber hinaus gehörte er bereits ab 2004 dem Priesterrat sowie ab 2011 auch dem Bischofsrat und dem Konsultorenkollegium des Erzbistums an.
Am 8. November 2024 ernannte ihn Papst Franziskus zum Titularbischof von Patara und zum Weihbischof in Olinda e Recife. Der Erzbischof von Olinda e Recife, Paulo Jackson Nóbrega de Sousa, spendete ihm am 6. Januar 2025 in der Pfarrkirche Santo Antão in Vitória de Santo Antão die Bischofsweihe; Mitkonsekratoren waren der emeritierte Erzbischof von Olinda e Recife, Antônio Fernando Saburido OSB, und der Weihbischof in Brasília, Ricardo Hoepers. Sein Wahlspruch Secundum verbum tuum („Nach deinem Wort“) stammt aus Lk 1,38 .